# Schitul rupestru din Butuceni
Schitul rupestru: peștera, clopotnița și crucea de piatră este o mănăstire amplasată în Butuceni, raionul Orhei, Republica Moldova. Este un monument istoric, arhitectural și de artă de importanță națională inclus în Registrul monumentelor Republicii Moldova ocrotite de stat cu nr. 1073 (raionul Orhei). Datează din sec. XVIII-XIX.